# Conseil central du Montréal métropolitain
Le Conseil central du Montréal métropolitain est une organisation regroupant les syndicats affiliés à la Confédération des syndicats nationaux (CSN) sur l'île de Montréal, à Laval et au Nunavik. C'est l'un des 13 conseils centraux de la CSN appelé à intervenir sur des enjeux régionaux.
Fondé le 20 février 1920 du regroupement de syndicats de Montréal, le Conseil central des syndicats nationaux de Montréal (CCSNM) s'associe en 1921 à la Confédération des travailleurs catholiques du Canada (CTCC), ancêtre de la CSN. 

## Président(e)s[1]
1920-1922 : Alfred Charpentier
1922-1926 : Didace Pilon
1926-1931 : Clovis Bernier
1931-1935 : Alfred Charpentier
1935-1939 : Philippe Girard
1939-1942 : J-B. Delisle
1942-1943 : Philippe Girard
1943-1947 : G.A. Gagnon
1947-1961 : H. Laverdure
1961-1966 : Gérard Picard
1966 : René Cadieux
1967-1968 : Dollard Généreux
1969-1978 : Michel Chartrand
1978-1979 : André Lauzon
1979-1983 : Gérald Larose
1983-1985 : Irène Ellenberger
1985-1991 : Pierre Paquette
1991-1993 : Sylvio Gagnon
1993-2007 : Arthur Sandborn
2007-2013 : Gaétan Chateauneuf
2013- : Dominique Daigneault